# Circondario del Nürnberger Land
Il circondario del Nürnberger Land è uno dei circondari dello stato tedesco della Baviera.
Fa parte del distretto governativo della Media Franconia

## Città e comuni
(Abitanti il 31 dicembre 2023)
| Comuni del circondario | Città 1. Altdorf bei Nürnberg (15 746) 2. Hersbruck (12 772) 3. Lauf an der Pegnitz (26 413) 4. Röthenbach an der Pegnitz (12 565) 5. Velden (1 808) | Comuni 1. Alfeld (1 111) 2. Burgthann (11 860) 3. Engelthal (1 112) 4. Feucht (14 102) 5. Happurg (3 772) 6. Hartenstein (1 468) 7. Henfenfeld (1 771) 8. Kirchensittenbach (2 068) 9. Leinburg (6 858) 10. Neuhaus a.d.Pegnitz (2 819) 11. Neunkirchen am Sand (4 782) 12. Offenhausen (1 587) 13. Ottensoos (2 000) 14. Pommelsbrunn (5 483) 15. Reichenschwand (2 411) 16. Rückersdorf (4 766) 17. Schnaittach (8 659) 18. Schwaig bei Nürnberg (9 089) 19. Schwarzenbruck (8 572) 20. Simmelsdorf (3 386) 21. Vorra (1 719) 22. Winkelhaid (4 242) |